# Ashley Johnson
Ashley Suzanne Johnson, född 9 augusti 1983 i Camarillo, Kalifornien, är en amerikansk skådespelerska, sångerska och röstskådespelerska. Hon är mest känd för sina roller som Chrissy Seaver i sitcomserien Pappa vet bäst och för att ha spelat Mel Gibsons karaktärs dotter i filmen Vad kvinnor vill ha. Som röstskådespelerska är hon mest känd för att spela rollen som Ellie i Playstations spel-serie The last of us och att ha gett rösten till Gretchen Grundler i Disneys Rasten samt för Gwen Tennyson i serien Ben 10: Alien Force, och dess två uppföljare Ben 10: Ultimate Alien och Ben 10: Omniverse, samt för Terra i Teen Titans och dess uppföljare Teen Titans Go !. Under 2012 spelade Johnson en liten roll som New York-servitrisen Beth som räddas av Captain America i filmen The Avengers. År 2013 spelade hon rollen som Ellie i TV-spelet The Last of Us, för vilken hon tilldelades utmärkelserna VGX Award och BAFTA Award för "Best Voice Actress". Hon är också känd för sitt medverkande i Youtube serien Critical Role som karaktärna Pike Trickfoot i kampanj 1, Yasha Nydoorin i kampanj 2 och Fearne Calloway i kampanj 3.
2023 spelade hon Anna (Ellies mamma) i Hbo versionen av The last of us.

## Filmografi

### Filmer
| År   | Titel                                      | Roll                         | Noter    |
| ---- | ------------------------------------------ | ---------------------------- | -------- |
| 1990 | Lionheart                                  | Nicole Gaultier              |          |
| 1995 | Nio månader                                | Shannon Dwyer                |          |
| 1995 | Annie: A Royal Adventure!                  | Annie                        |          |
| 1998 | Dancer, Texas Pop. 81                      | Josie Hemphill               |          |
| 1999 | Marionette                                 |                              |          |
| 1999 | Där lyckan finns                           | Sarah                        |          |
| 2000 | The Indescribable Nth                      | Doris (röstroll)             | Kortfilm |
| 2000 | Vad kvinnor vill ha                        | Alex Marshall                |          |
| 2000 | The Growing Pains Movie                    | Chrissy Seaver               |          |
| 2001 | Rasten: Uppdrag rädda sommarlovet          | Gretchen Grundler (röstroll) |          |
| 2001 | Rustin                                     | Lee Wolford                  |          |
| 2003 | The Failures                               | Lilly Kyle                   |          |
| 2004 | Killer Diller                              | Angie                        |          |
| 2004 | King of the Corner                         | Elena Spivak                 |          |
| 2004 | Pappa vet bäst: Familjen Seavers återkomst | Chrissy Seaver               |          |
| 2005 | Nearing Grace                              | Merna Ash                    |          |
| 2006 | The Pity Card                              | Gretel                       | Kortfilm |
| 2006 | Fast Food Nation                           | Amber                        |          |
| 2006 | Grad Night                                 | Student                      |          |
| 2007 | The Brothers Solomon                       | Patricia                     |          |
| 2008 | Pie'n Burger                               | Holly                        | Kortfilm |
| 2008 | Otis                                       | Riley Lawson                 |          |
| 2008 | Columbus Day                               | Alana                        |          |
| 2009 | L.A. Gigolo                                | Eva                          |          |
| 2009 | Punching the Clown                         | Tracy                        |          |
| 2010 | Alleged                                    | Rose Williams                |          |
| 2011 | Niceville                                  | Mary Beth Caldwell           |          |
| 2012 | The Avengers                               | Waitress Beth                |          |
| 2012 | Much Ado About Nothing                     | Margaret                     |          |
| 2015 | Paradox                                    | Sophie                       |          |

### TV
| År        | Titel                                           | Roll                                                               | Noter                                                         |
| --------- | ----------------------------------------------- | ------------------------------------------------------------------ | ------------------------------------------------------------- |
| 1990–1992 | Pappa vet bäst                                  | Chrissy Seaver                                                     | 47 avsnitt                                                    |
| 1993      | Men Don't Tell                                  | Cindy                                                              | TV-film                                                       |
| 1993      | In the Shadows, Someone's Watching              | Blind Girl                                                         | TV-film                                                       |
| 1993      | The Town Santa Forgot                           | Granddaughter (röstroll)                                           | TV-film                                                       |
| 1993–1994 | Phenom                                          | Mary Margaret Doolan                                               | 22 avsnitt                                                    |
| 1994      | All-American Girl                               | Casey Emmerson                                                     | 12 avsnitt                                                    |
| 1995      | Roseanne                                        | Lisa                                                               | Avsnitt: "The Blaming of the Shrew"                           |
| 1995      | Annie: A Royal Adventure!                       | Annie                                                              | TV-film                                                       |
| 1995–1996 | Maybe This Time                                 | Gracie Wallace                                                     | 18 avsnitt                                                    |
| 1996–1998 | Jumanji                                         | Peter Shepherd (röstroll)                                          | 21 avsnitt                                                    |
| 1997      | Moloney                                         | Katherine 'Kate' Moloney                                           | 3 avsnitt                                                     |
| 1997      | Vingar                                          | Rebecca                                                            | Avsnitt: "Ms. Write"                                          |
| 1997–2001 | Rasten                                          | Gretchen Grundler (röstroll)                                       | 129 avsnitt                                                   |
| 1998      | Kelly Kelly                                     | Maureen Kelly                                                      | 7 avsnitt                                                     |
| 1998      | Cityakuten                                      | Dana Ellis                                                         | Avsnitt: "They Treat Horses, Don't They?" och "Vanishing Act" |
| 1999      | Partners                                        | Janie                                                              | TV-film                                                       |
| 2000      | The Growing Pains Movie                         | Chrissy Seaver                                                     | TV-film                                                       |
| 2001      | Recess Christmas: Miracle on Third Street       | Gretchen Grundler (röstroll)                                       | TV-film                                                       |
| 2002      | In the Echo                                     |                                                                    | TV-film                                                       |
| 2002      | Lloyd i Rymden                                  | Violet (röstroll)                                                  | Avsnitt: "The Big Sleepover"                                  |
| 2002      | Roswell                                         | Eileen Burrows                                                     | Avsnitt: "Panacea" och "Chant Down Babylon"                   |
| 2002      | Ally McBeal                                     | Serena Feldman                                                     | Avsnitt: "Heart and Soul"                                     |
| 2002      | Providence                                      | Daphne Wallace                                                     | 3 avsnitt                                                     |
| 2002      | Touched by an Angel                             | Natalie                                                            | Avsnitt: "Bring on the Rain"                                  |
| 2002      | The Guardian                                    | Betsy Fortunato                                                    | Avsnitt: "Sacrifice"                                          |
| 2003      | Kidz History: The Revolutionary War             | Colonist                                                           | TV-film                                                       |
| 2003      | Recess: All Growed Down                         | Gretchen (röstroll)                                                | TV-film                                                       |
| 2003      | Recess: Taking the Fifth Grade                  | Gretchen (röstroll)                                                | TV-film                                                       |
| 2003      | Married to the Kellys                           | Shari                                                              | Avsnitt: "Lewis May Have a Girlfriend"                        |
| 2004      | Married to the Kellys                           | Shari                                                              | Avsnitt: "Chris and Mary Fight"                               |
| 2004      | Sweden, Ohio                                    |                                                                    | TV-film                                                       |
| 2004      | Pappa vet bäst: Familjen Seavers återkomst      | Chrissy Seaver                                                     | TV-film                                                       |
| 2004–2005 | Super Robot Monkey Team Hyperforce Go!          | Jinmay (röstroll)                                                  | 6 avsnitt                                                     |
| 2004–2006 | Teen Titans                                     | Terra (röstroll)                                                   | 6 avsnitt                                                     |
| 2004–2010 | King of the Hill                                | Emily / Jamie                                                      | 7 avsnitt                                                     |
| 2006      | Lilo & Stitch                                   | Gretchen Gundler (röstroll)                                        | Avsnitt: "Lax: Experiment #285"                               |
| 2007      | Monk                                            | Susie the Maid                                                     | Avsnitt: "Mr. Monk Is at Your Service"                        |
| 2007      | CSI: Crime Scene Investigation                  | Dreama Little                                                      | Avsnitt: "Ending Happy"                                       |
| 2007      | Heartland                                       | Rebecca Colton                                                     | Avsnitt: "Mother & Child Reunion"                             |
| 2008      | Dirt                                            | Sharlee Cates                                                      | 4 avsnitt                                                     |
| 2008      | The Middleman                                   | Eleanor Draper                                                     | Avsnitt: "The Ectoplasmic Panhellenic Investigation"          |
| 2008      | Raising the Bar                                 | Elise Denton                                                       | Avsnitt: "Hang Time"                                          |
| 2008      | The Mentalist                                   | Clara Tennant                                                      | Avsnitt: "Seeing Red"                                         |
| 2008–2010 | Ben 10: Alien Force                             | Gwen Tennyson / Carol Smith / Cicely / Olika karaktärer (röstroll) | 45 avsnitt                                                    |
| 2009      | Dollhouse                                       | Wendy / Caroline / Hayden Leeds                                    | Avsnitt: "Omega" och "Echo"                                   |
| 2009      | Cold Case                                       | Grace Stearns                                                      | Avsnitt: "The Crossing"                                       |
| 2010      | Funny or Die Presents...                        | Girlfriend                                                         | Avsnitt: "1.1"                                                |
| 2010      | Lie to Me                                       | Valerie                                                            | Avsnitt: "Beat the Devil"                                     |
| 2010      | Drunk History                                   | Elizabeth Hamilton                                                 | Avsnitt: "Drunk History Vol. 1: Featuring Michael Cera"       |
| 2010      | Christmas Cupid                                 | Jenny                                                              | TV-film                                                       |
| 2010–2012 | Ben 10: Ultimate Alien                          | Gwen Tennyson / Sunny / Olika karaktärer (röstroll)                | 52 avsnitt                                                    |
| 2011      | In Plain Sight                                  | Sarah Collins / Sarah Peterschwim                                  | Avsnitt: "Something A-mish"                                   |
| 2011      | Pound Puppies                                   | Toyoshiko                                                          | Avsnitt: "Toyoshiko! Bark Friend Machine"                     |
| 2011      | The Killing                                     | Amber Ahmed                                                        | 6 avsnitt                                                     |
| 2012      | Private Practice                                | Kelly                                                              | Avsnitt: "The Time Has Come"                                  |
| 2012      | Drop Dead Diva                                  | Veronica Kramer                                                    | Avsnitt: "Road Trip"                                          |
| 2012      | Pound Puppies                                   | Gina                                                               | Avsnitt: "The Super Secret Pup Club"                          |
| 2012      | Ben 10: Omniverse                               | Eleven & sixteen-year old Gwen Tennyson / Margie (röstroll)        | 7 avsnitt                                                     |
| 2013      | The High Fructose Adventures of Annoying Orange | Jenny Applesauce (röstroll)                                        |                                                               |
| 2013      | Pound Puppies                                   | Amelia Giblet                                                      | Avsnitt: "Fright at the Museum" och "When Niblet Met Giblet   |
| 2013      | Teen Titans Go!                                 | Terra (röstroll)                                                   | Avsnitt: "Terra-ized" och "Be Mine                            |
| 2013      | Masters of Sex                                  | Flora Banks                                                        | Avsnitt: "Fallout"                                            |
| 2014      | Garfunkel & Oates                               | Jane                                                               | Avsnitt: "Speechless"                                         |
| 2015      | Teenage Mutant Ninja Turtles                    | Renet                                                              |                                                               |
| 2015-     | Blindspot                                       | Patterson                                                          |                                                               |

### Datorspel
| År   | Titel                                     | Roll          | Noter                                                               |
| ---- | ----------------------------------------- | ------------- | ------------------------------------------------------------------- |
| 2005 | Teen Titans                               | Terra         |                                                                     |
| 2008 | Ben 10: Alien Force                       | Gwen Tennyson |                                                                     |
| 2009 | FusionFall                                | Gwen Tennyson |                                                                     |
| 2009 | Ben 10 Alien Force: Vilgax Attacks        | Gwen Tennyson |                                                                     |
| 2010 | Ben 10 Alien Force: The Rise of Hex       | Gwen Tennyson |                                                                     |
| 2010 | Ben 10 Ultimate Alien: Cosmic Destruction | Gwen Tennyson |                                                                     |
| 2011 | Cartoon Network: Punch Time Explosion     | Gwen Tennyson |                                                                     |
| 2013 | The Last of Us                            | Ellie         | VGX Award for Best Voice Actress BAFTA Award for Best Voice Actress |
| 2014 | Infamous First Light                      | Jenny         |                                                                     |